# Enfidha

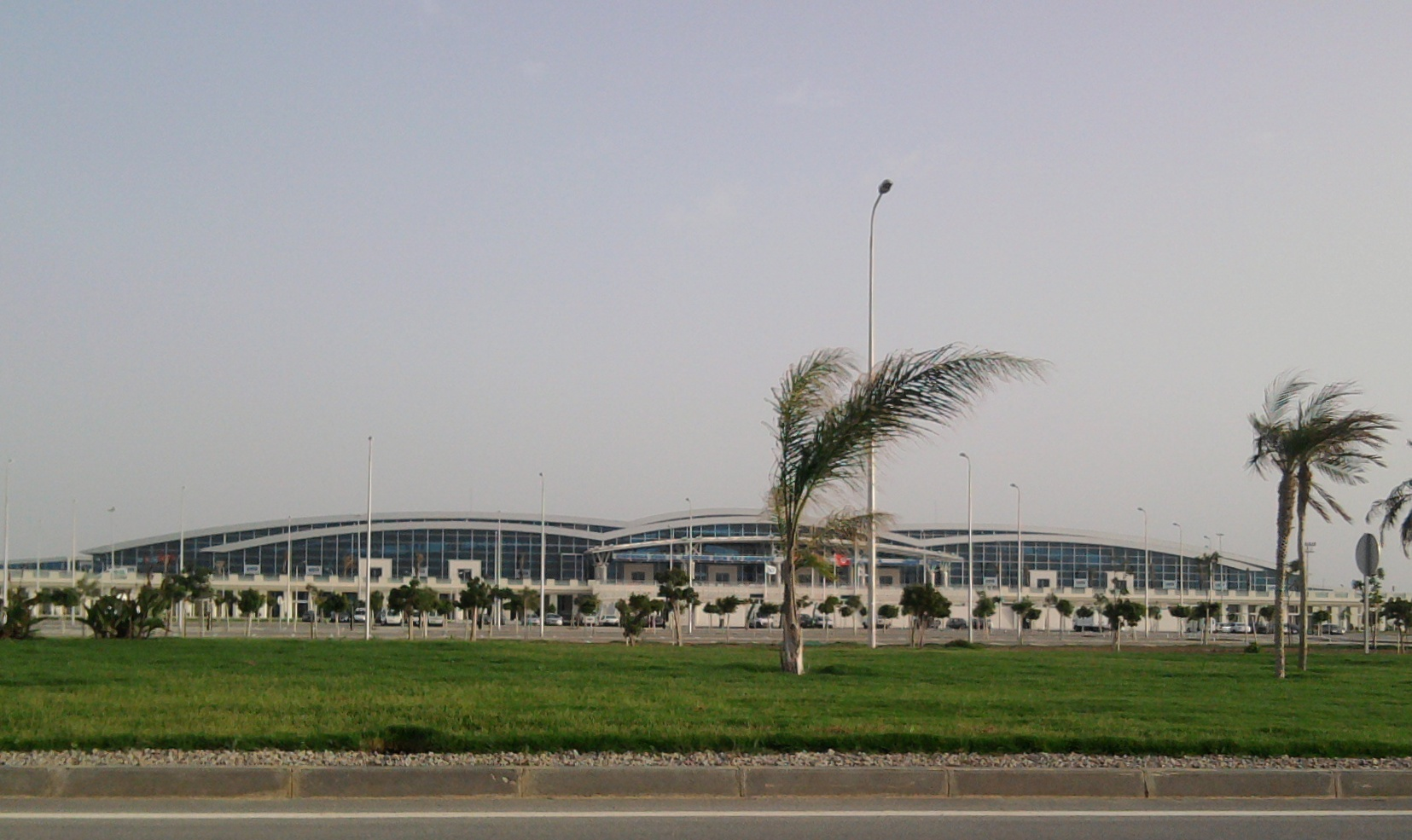
Flygplatsen vid Enfidha.

Enfidha (arabiska:دار البي) är en ort som är belägen vid östkusten i Tunisien. Kommunen hade 10 990 invånare vid folkräkningen 2014. I kommunen har en ny flygplats byggts som öppnades i december 2009. Det går charterflygningar hit från bland annat Sverige.